# 广东实验中学教育集团

省实教育集团标志

广东实验中学教育集团（简称“省实教育集团”，又称“大省实”、“广东实验中学系列学校”、“省实系学校”），是指在中国广东省由直屬于广东省教育厅的國家級重點中學广东实验中学管理的一系列学校组成的教育集团，是在2004年广东实验中学高中校区落成后以及2005年广东实验中学附属天河学校开设后形成的系列学校格局，集团内学校分布在广东省的广州、珠海、深圳、茂名等地。
集团内学校办学形式各有不同，但将资源共享、学生管理、师资调配和教研共训等方面进行统一管理，并在部分学校实行区域集团化办学。各校的学校章程、规章制度等方面均和广东实验中学实行统一标准，并在广东实验中学的文化基础上建立一校一品的校园文化。截至2020年，广东实验中学已形成一校十区办学格局。

## 历史
- 2004年8月，于芳村坑口的广东实验中学新校区落成，翌年（2005年）高中部迁入，原校址改为初中部校区。
- 2004年4月29日，广东实验中学与广州市实验教育发展有限公司签订合作辦學協議書，宣布共同创办广东实验中学附属天河学校。[4]
- 2005年，广东实验中学附属天河学校开学。[5]
- 2008年，于佛山市顺德区设立了广东实验中学顺德学校。[6]
- 2009年4月18日，广东实验中学与里水镇政府、中信保利达地产（佛山）公司签订合作办学意向书，共同举办广东实验中学南海学校。[7]
- 2010年9月1日，广东实验中学附属南海学校开学。[8]
- 2014年，于佛山市顺德区设立了广东实验中学顺德学校附属小学。
- 2016年，珠海市人民政府于珠海市金湾区设立珠海市金湾区第一中学并交给广东实验中学管理，实际名为广东实验中学珠海金湾学校。
- 2018年2月26日，广东实验中学珠海金湾学校举行2018学年第二学期开学典礼暨学校启用仪式[9]，此前该校借用珠海市金湾区金海岸中学以及珠海市第一中学平沙校区的校舍进行办学[10]。
- 2018年5月19日，广州市越秀外国语学校与广州市第二十一中学重组，并宣布筹建广东实验中学越秀学校。[11]
- 2018年6月22日，广东实验中学与广州广联教育发展有限公司签署合作协议，宣布共同举办广州市白云区白云实验学校。[12]
- 2018年6月29日，荔湾区政府与广东实验中学签订合作共建广东实验中学荔湾学校框架协议，还签订合作共建教育集团的协议。[13]
- 2018年8月1日，越秀区教育局与广东实验中学签订合作办学协议书，宣布广东实验中学越秀学校正式成立并组建广东实验中学越秀教育集团。[14]
- 2018年9月1日，广东实验中学越秀学校举办学校以及集团的揭牌儀式暨開學典禮[15]，广州市白云区白云实验学校举办开学典礼。
- 2018年11月8日，珠海市金湾区政府与广东实验中学在省实珠海金湾学校签订合作办学框架协议，宣布共同举办广东实验中学金湾学校附属初中。[16]
- 2020年12月24日，深圳市教育局与广东实验中学签订合作办学协议，宣布共同举办广东实验中学深圳学校。[17]
- 2021年4月21日，广东实验中学金湾学校附属初中举行校区启用仪式[18]，此前该校借用珠海市金湾区红旗中学的校舍进行办学[19]。
- 2021年9月起，在新修订的《中华人民共和国民办教育促进法实施条例》及相关配套规定出台后，广东实验中学顺德学校[20]、广东实验中学南海学校[21]、广东实验中学附属天河学校相继更名[22]，广州市白云区白云实验学校由于成立时未使用“广东实验中学”的名衔则无需更名；同时，省实将撤出所有民办学校的管理并且召回公办在编的老师。
- 2021年10月22日，茂名市人民政府与广东实验中学签订合作办学协议，宣布在茂名共青河新城创办市属公办普通高中广东实验中学附属茂名中学，为省实在粤东西北地区开办的第一所附属中学。

## 办学概况
原华南师范大学附属中学党委书记、副校长郑炽钦2003年7月调任广东实验中学校长，此前华附已经举办了多所民办学校。在2004年省实高中校区落成之后，郑炽钦开始不断推动省实参与举办民办学校，同年创办了省实天河学校，往后的几年间省实还举办了省实顺德学校以及省实南海学校，至此教育集团的雏形已经出现。
2015年，郑炽钦因為年齡而退休，全汉炎接任校长后则开创举办公办学校的先河，于2016年同珠海市政府一同举办了省实珠海学校，该校也是广东省内首所名校与地方政府合办的公办高中。在2018年举办了省实越秀学校、荔湾学校等学校后，省实形成了“一花九叶”一校九区办学格局；同年12月25日，在广州天河体育中心举办的广东实验中学第30届艺术节暨2019迎新年音乐会上，省实教育集团的9所成员学校的校长同祝“大省实”新年快乐，自此省实教育集团正式宣告成型。之后，省实教育集团内部除了学校文化的统一之外，在教学上时常组织集团内学校初高中多个年级的联考，同时共享四校联考、新高考八省T8学校聯考等资源，采用联考集团内统考统改的方式，以提升集团内部办学质量。
2021年，新修订的《中华人民共和国民办教育促进法实施条例》及相关配套规定出台后，省实亦召回在民办学校的在编老师并撤出了所有民办学校的管理，冠有“广东实验中学”名衔的民办学校也相继更名。而省实仍然继续推动与地方政府举办公办校区或学校，创办了省实云城校区、白云校区以及茂名学校等校区和学校，辐射广州各区以及省内各地。
| 学校名称                                                            | 简称         | 校区       | 校长   | 法人代表 | 主管部门           | 建立时间 | 学校类型     | 所在区域     | 学校地址         |
| ------------------------------------------------------------------- | ------------ | ---------- | ------ | -------- | ------------------ | -------- | ------------ | ------------ | ---------------- |
| 广东实验中学                                                        | 省实本部     | 越秀校区   | 蔡骘   | 蔡骘     | 广东省教育厅       | 1924年   | 十二年制学校 | 广州市越秀区 | 中山四路51号     |
| 广东实验中学                                                        | 省实本部     | 荔湾校区   | 蔡骘   | 蔡骘     | 广东省教育厅       | 2004年   | 十二年制学校 | 广州市荔湾区 | 省实路1号        |
| 广东实验中学                                                        | 省实本部     | 云城校区   | 蔡骘   | 蔡骘     | 广东省教育厅       | 2022年   | 十二年制学校 | 广州市白云区 | 萧岗明珠北路45号 |
| 广东实验中学                                                        | 省实本部     | 白云校区   | 蔡骘   | 蔡骘     | 广东省教育厅       | 2023年   | 十二年制学校 | 广州市白云区 | 白云大道北570号  |
| 广东实验中学珠海金湾学校 （珠海市广东实验中学金湾学校）             | 省实金湾学校 | ——         | 石乐义 | 石乐义   | 珠海市教育局       | 2016年   | 高级中学     | 珠海市金湾区 | 湖滨路199号      |
| 广东实验中学金湾学校附属初中 （珠海市广东实验中学金湾学校附属初中） | 省实金湾初中 | ——         | 刘军涛 | 刘军涛   | 珠海市金湾区教育局 | 2020年   | 初级中学     | 珠海市金湾区 | 省实路1号        |
| 广东实验中学越秀学校                                                | 省实越秀学校 | 天胜校区   | 戎振纲 | 戎振纲   | 广州市越秀区教育局 | 2018年   | 完全中学     | 广州市越秀区 | 天勝村16號之一   |
| 广东实验中学越秀学校                                                | 省实越秀学校 | 盘福校区   | 戎振纲 | 戎振纲   | 广州市越秀区教育局 | 2018年   | 完全中学     | 广州市越秀区 | 盘福路98號       |
| 广东实验中学荔湾学校                                                | 省实荔湾学校 | 初中部     | 黄冬玲 | 陈健     | 广州市荔湾区教育局 | 2019年   | 九年制学校   | 广州市荔湾区 | 北文街2号        |
| 广东实验中学荔湾学校                                                | 省实荔湾学校 | 第一小学部 | 黄冬玲 | 陈健     | 广州市荔湾区教育局 | 2019年   | 九年制学校   | 广州市荔湾区 | 华尚一街8号      |
| 广东实验中学荔湾学校                                                | 省实荔湾学校 | 第二小学部 | 黄冬玲 | 陈健     | 广州市荔湾区教育局 | 2021年   | 九年制学校   | 广州市荔湾区 | 锦心街21号       |
| 广东实验中学荔湾学校                                                | 省实荔湾学校 | 第三小学部 | 黄冬玲 | 陈健     | 广州市荔湾区教育局 | 2022年   | 九年制学校   | 广州市荔湾区 | 和光一街2号      |
| 广东实验中学荔湾学校                                                | 省实荔湾学校 | 花地湾校区 | 黄冬玲 | 陈健     | 广州市荔湾区教育局 | 2023年   | 九年制学校   | 广州市荔湾区 | 花地大道北320号  |
| 广东实验中学深圳学校                                                | 省实深圳学校 | ——         | 张培军 | 张培军   | 深圳市教育局       | 2021年   | 十二年制学校 | 深圳市龙岗区 | 象塘路63号       |
| 广东实验中学附属茂名学校                                            | 省实茂名学校 | 奥体校区   | 杨鲜亮 | 杨鲜亮   | 茂名市教育局       | 2023年   | 十二年制学校 | 茂名市电白区 | 奥体大道129号    |
| 广东实验中学附属茂名学校                                            | 省实茂名学校 | 高中校区   | 杨鲜亮 | 杨鲜亮   | 茂名市教育局       | 2024年   | 十二年制学校 | 茂名市电白区 | 省实路1号        |
| 广东实验中学湛江学校                                                | 省实湛江学校 | ——         | 张智林 | 张智林   | 湛江市教育局       | 2024年   | 完全中学     | 湛江市麻章区 | 省实路1号        |
| 广东实验中学天河学校                                                | 省实天河学校 | ——         | 待定   | 待定     | 广州市天河区教育局 | 2025年   | 九年制学校   | 广州市天河区 | 棠兴街28号       |
| 广东实验中学海珠学校                                                | 省实海珠学校 | ——         | 待定   | 待定     | 广州市海珠区教育局 | 2025年   | 九年制学校   | 广州市海珠区 | 赤沙车辆段上盖   |

省实教育集团曾经的民办学校成员如下：
- 广东实验中学附属天河学校：完全中学，与广州实验教育发展有限公司共同创办于2005年，现更名为广州天省实验学校。
- 广东实验中学顺德学校：十二年一贯制学校，与广东东逸湾教育投资有限公司共同创办于2008年，现更名为佛山市顺德区东逸湾实验学校。
- 广东实验中学南海学校：完全中学，与佛山南海山语湖教育投资有限公司共同创办于2010年，现更名为佛山市南海区英广实验学校。
- 广州市白云区白云实验学校：九年一贯制学校，与广州广联教育发展有限公司共同创办于2018年。
- 广东实验中学附属江门学校：十二年一贯制学校，与江门市恒鑫实验教育咨询有限公司共同创办于2020年。

## 下属教育集团
| 集团名称                     | 理事长 | 指导学校     | 核心学校             | 成员学校                                  | 隶属               |
| ---------------------------- | ------ | ------------ | -------------------- | ----------------------------------------- | ------------------ |
| 广东实验中学越秀教育集团     | 蔡骘   | 广东实验中学 | 广东实验中学越秀学校 | 广州市华侨外国语学校                      | 广州市越秀区教育局 |
| 广东实验中学荔湾学校教育集团 | 蔡骘   | 广东实验中学 | 广东实验中学荔湾学校 | 广州市荔湾区文伟中学 广州市荔湾区鹤洞小学 | 广州市荔湾区教育局 |

## 軼聞
廣東實驗中學曾經傳出在美國加州開辦分校的消息，後來被媒體、網友和校友質疑是騙局，被廣泛報導，最後不了了之。

## 備註
1. ↑  当时省实所管理的民办学校仍未改名，9所学校包含了荔湾、白云、越秀、珠海、南海、顺德、天河分校以及本部共9所学校
2. ↑  华南师范大学附属中学、广东实验中学、广东广雅中学、深圳中学
3. ↑  广东实验中学、东北育才学校、石家庄市第二中学、华中师范大学第一附属中学、西南大学附属中学、南京师范大学附属中学、湖南师范大学附属中学、福建省福州第一中学
4. ↑  党总支书记
5. ↑  集团使用的名称为“广东实验中学越秀教育集团”。但于2021年越秀区学区化集团化办学大会上，越秀区教育局则使用“广东实验中学越秀学校教育集团”的名称，而在授予核心校的牌匾中则使用“省实越秀教育集团”的名称。